# Pniewie
Pniewie (niem. Koppendorf)– wieś w Polsce położona w województwie opolskim, w powiecie nyskim, w gminie Skoroszyce.
W latach 1975–1998 miejscowość administracyjnie należała do ówczesnego województwa opolskiego.

## Zabytki
Zabytkiem jest:
- ruina kościoła, z XV w.